# Interstate 285 (Géorgie)
Pour les articles homonymes, voir Interstate 285.
L'Interstate 285 (I-285) est une autoroute auxiliaire formant une ceinture autour d'Atlanta. Elle fait 63,98 miles (102,97 km). Elle relie les trois autoroutes d'Atlanta : l'I-20, l'I-75 et l'I-85. Elle est nommée le Perimeter, et est indiquée comme la Atlanta Bypass sur les trois autoroutes principales.

## Description du tracé

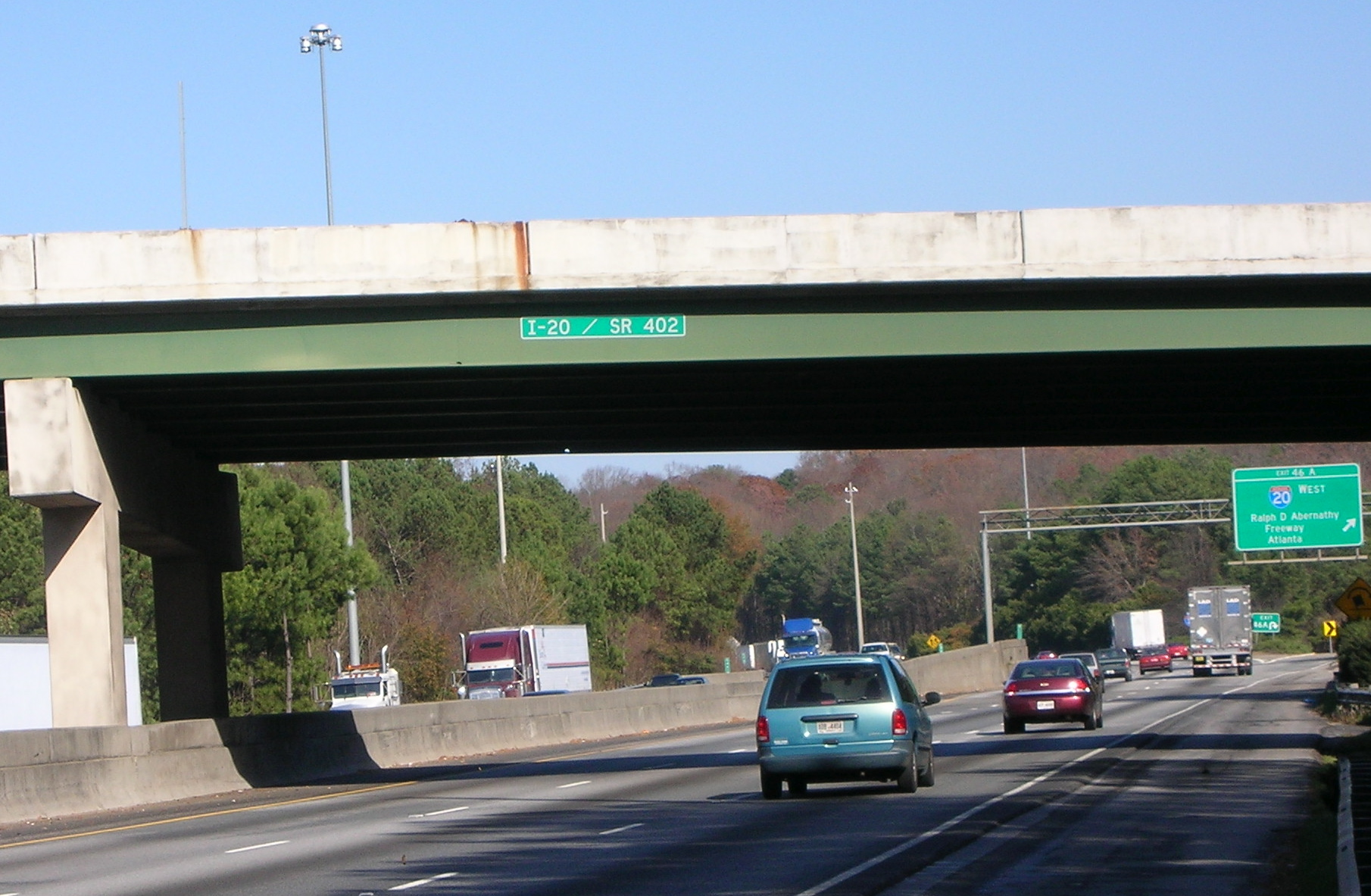
Pont se situant à l'intersection I-285/I-20 à l'est d'Atlanta, Géorgie, portant l'étiquetage I-20 et SR 402

L'I-285 est une autoroute qui a de 8 à 12 voies de large. Un segment de l'autoroute près de l'échangeur Tom Moreland compte jusqu'à 18 voies en incluant les voies collectrices. Les sorties de l'autoroute sont numérotées à partir du point sud-ouest en suivant le sens horaire jusqu'à la rencontre avec l'I-85 près de l'Aéroport international Hartsfield-Jackson d'Atlanta.
À partir du point sud-ouest, l'I-285 se dirige vers le nord. Elle passe par les banlieues ouest d'Atlanta. Durant ce premier segment, l'I-285 croisera l'I-20 et l'I-75, au coin nord-ouest. C'est à cet endroit que l'autoroute commence à bifurquer vers l'est.
Le segment nord de l'I-285, à l'est de l'échangeur avec l'I-75 jusqu'à l'échangeur avec l'I-85, est couramment nommé le Top End Perimeter. Ce segment comprend un échangeur important avec la SR 400. C'est également le segment le plus achalandé de l'autoroute.
Alors que l'I-285 atteint l'échangeur avec la SR 141, elle commence à se diriger vers le sud-est puis le sud. Elle atteint l'échangeur avec l'I-85 et bifurque ensuite vers le sud. Le segment est de l'autoroute se dirige vers le sud jusqu'à la rencontre avec l'I-20. À cet endroit, l'I-285 se tourne en direction sud-ouest et rencontre l'I-675 et l'I-75. Elle passe au sud de l'Aéroport international Hartsfield-Jackson et une section passe sous la piste 10/28. Elle vient terminer la boucle à son point de départ alors qu'elle rencontre à nouveau l'I-85.

## Liste des sorties
| Interstate 285                            |                |       |        |        |                                                                                 |                                                                                   |
| Comté                                     | Municipalité   | mi    | km     | Sortie | Intersections / Destinations                                                    | Notes                                                                             |
| Fulton                                    | East Point     | 1,16  | 1,87   | 1      | Washington Road                                                                 |                                                                                   |
| Fulton                                    | East Point     | 2,62  | 4,22   | 2      | Camp Creek Parkway (SR 6 (en) – Terminal domestique                             |                                                                                   |
| Fulton                                    | Atlanta        | 4,95  | 7,97   | 5A     | SR 154 (en) nord / SR 166 (en) est (Langford Parkway)                           |                                                                                   |
| Fulton                                    | Atlanta        | 4,95  | 7,97   | 5B     | SR 154 (en) sud / SR 166 (en) ouest (Campbellton Road)                          |                                                                                   |
| Fulton                                    | Atlanta        | 7,28  | 11,72  | 7      | Cascade Road                                                                    |                                                                                   |
| Fulton                                    | Atlanta        | 9,45  | 15,21  | 9      | SR 139 (en) (Martin Luther King Jr. Drive) – Adamsville                         |                                                                                   |
| Fulton                                    | Atlanta        | 10,25 | 16,50  | 10     | I-20 (Ralph D. Abernathy Freeway) – Atlanta, Centre-ville, Birmingham           | Indiqué sortie 10A (est) et 10B (ouest); sortie 51 de l'I-20                      |
| Fulton                                    | Atlanta        | 11,83 | 19,04  | 12     | US 78 / US 278 / SR 8 (en) (Hollowell Parkway)                                  |                                                                                   |
| Fulton                                    | Atlanta        | 12,80 | 20,60  | 13     | Bolton Road                                                                     | Sortie en sens horaire, entrée en sens anti-horaire                               |
| Cobb                                      | Smyrna         | 14,86 | 23,91  | 15     | SR 280 (en) (South Cobb Drive) – Smyrna                                         |                                                                                   |
| Cobb                                      |                | 16,16 | 26,01  | 16     | South Atlanta Road – Smyrna                                                     |                                                                                   |
| Cobb                                      |                | 17,69 | 28,47  | 18     | Paces Ferry Road – Vinings                                                      |                                                                                   |
| Cobb                                      |                | 19,20 | 30,90  | 19     | US 41 (Cobb Parkway) – Dobbins ARB, Truist Park                                 | Via sortie 20 en sens anti-horaire                                                |
| Cobb                                      |                | 19,86 | 31,96  | 20     | I-75 – Atlanta, Chattanooga                                                     | Sortie 259 de l'I-75                                                              |
| Fulton                                    | Sandy Springs  | 21,87 | 35,20  | 22     | Northside Drive, New Northside Drive, Powers Ferry Road                         |                                                                                   |
| Fulton                                    | Sandy Springs  | 23,57 | 37,93  | 24     | Riverside Drive                                                                 |                                                                                   |
| Fulton                                    | Sandy Springs  | 25,19 | 40,54  | 25     | US 19 sud / SR 9 (en) (Roswell Road) – Sandy Springs                            | Terminus anti-horaire du multiplex avec US 19                                     |
| Fulton                                    | Sandy Springs  | 26,19 | 42,15  | 26     | Glenridge Drive / Glenridge Connector                                           | Sortie en sens horaire, entrée en sens anti-horaire                               |
| Fulton                                    | Sandy Springs  | 26,48 | 42,62  | 27     | US 19 nord / SR 400 (en) – Atlanta, Dahlonega, Cumming                          | Terminus en sens horaire du multiplex avec US 19                                  |
| Fulton                                    | Sandy Springs  | 26,81 | 43,15  | 28     | Peachtree-Dunwoody Road                                                         | Sortie en sens anti-horaire, entrée en sens horaire                               |
| DeKalb                                    | Dunwoody       | 27,65 | 44,50  | 29     | Ashford-Dunwoody Road                                                           |                                                                                   |
| DeKalb                                    | Dunwoody       | 29,01 | 46,69  | 30     | Chamblee-Dunwoody Road / North Shallowford Road / North Peachtree Road          |                                                                                   |
| DeKalb                                    | Doraville      | 30,84 | 49,63  | 31     | SR 141 (en) (Peachtree Boulevard) – Chamblee                                    | Indiqué sortie 31A (sud) et 31B (nord)                                            |
| DeKalb                                    | Doraville      | 31,84 | 51,24  | 32     | US 23 / SR 13 (en) (Buford Highway) – Doraville                                 |                                                                                   |
| DeKalb                                    |                | 32,98 | 53,08  | 33     | I-85 – Atlanta, Greenville, Charlotte                                           | Indiqué sortie 33A (sud) et 33B (nord) en direction horaire; sortie 95 de l'I-85  |
| DeKalb                                    | Tucker         | 33,60 | 54,07  | 34     | Chamblee-Tucker Road                                                            | Sortie en sens horaire via sortie 33                                              |
| DeKalb                                    | Tucker         | 36,01 | 57,95  | 36     | Northlake Parkway                                                               | Sortie en sens horaire, entrée en sens anti-horaire                               |
| DeKalb                                    | Tucker         | 36,34 | 58,48  | 37     | SR 236 (en) (LaVista Road) – Tucker                                             |                                                                                   |
| DeKalb                                    | Tucker         | 37,71 | 60,69  | 38     | US 29 / SR 8 (en) (Lawrenceville Highway) – Tucker                              |                                                                                   |
| DeKalb                                    | Stone Mountain | 38,49 | 61,94  | 39     | US 78 (Stone Mountain Freeway) – Decatur, Atlanta, Snellville, Athens           | Indiqué sortie 39A (ouest) et 39B (est)                                           |
| DeKalb                                    | Stone Mountain | 39,38 | 63,38  | 40     | East Ponce de Leon Avenue – Clarkston                                           | Sortie en sens horaire, entrée en sens anti-horaire                               |
| DeKalb                                    | Stone Mountain | 39,41 | 63,42  | 40     | Church Street – Clarkston                                                       | Sortie en sens anti-horaire, entrée en sens horaire                               |
| DeKalb                                    |                | 41,23 | 66,35  | 41     | SR 10 (en) (Memorial Drive) – Avondale Estates                                  |                                                                                   |
| DeKalb                                    |                | 42,02 | 67,62  | 42     | Indian Creek Transit Station (en)                                               | Sortie en sens anti-horaire, entrée en sens horaire                               |
| DeKalb                                    |                | 43,19 | 69,51  | 43     | US 278 / SR 12 (en) (Covington Highway)                                         |                                                                                   |
| DeKalb                                    |                | 44,26 | 71,23  | 44     | Glenwood Road                                                                   |                                                                                   |
| DeKalb                                    | Panthersville  | 45,99 | 74,01  | 46     | I-20 (Ralph D. Abernathy Freeway) – Atlanta, Augusta                            | Indiqué sortie 46A (ouest) et 46B (est) en sens anti-horaire; sortie 67 de l'I-20 |
| DeKalb                                    | Panthersville  | 47,90 | 77,09  | 48     | SR 155 (en) (Flat Shoals Road) / Candler Road                                   |                                                                                   |
| DeKalb                                    |                | 50,72 | 81,63  | 51     | Bouldercrest Road                                                               |                                                                                   |
| DeKalb                                    |                | 52,04 | 83,75  | 52     | I-675 sud – Macon, Tampa                                                        | Sortie 11 de l'I-675                                                              |
| DeKalb                                    |                | 52,81 | 84,99  | 53     | US 23 / SR 42 (en) (Moreland Avenue) – Fort Gillem                              |                                                                                   |
| Fulton                                    | Atlanta        | 54,73 | 88,08  | 55     | SR 54 (en) (Jonesboro Road) – Forest Park                                       |                                                                                   |
| Fulton                                    | Atlanta        | 56,60 | 91,09  | 58     | US 19 / US 41 / SR 3 (en) (Old Dixie Road) – East Point, Forest Park            |                                                                                   |
| Clayton                                   |                | 57,39 | 92,36  | 58     | I-75 – Macon, Tampa, Terminal international, Atlanta SR 85 (en) sud – Riverdale | Pas d'accès à l'I-285 ou l'I-75 depuis SR 85 nord; sortie 238 de l'I-75           |
| Clayton                                   |                | 58,22 | 93,70  | 59     | Clark Howell Highway, Loop Road – Air Cargo                                     |                                                                                   |
| Clayton                                   |                | 59,87 | 96,35  | 60     | SR 139 (en) (Riverdale Road)                                                    |                                                                                   |
| Limite Clayton–Fulton                     | College Park   | 61,28 | 98,62  | 61     | I-85 – Columbus, Montgomery, Terminal domestique, Atlanta                       | Sortie 68 de l'I-85 nord; sortie 70 de l'I-85 sud                                 |
| Limite Clayton–Fulton                     | College Park   | 62,73 | 100,95 | 62     | SR 14 Conn. (en) (South Fulton Parkway) / SR 279 (en) (Old National Highway)    |                                                                                   |
| Limite Clayton–Fulton                     | College Park   | 0,00  | 0,00   | 62     | SR 14 Conn. (en) (South Fulton Parkway) / SR 279 (en) (Old National Highway)    |                                                                                   |
| - Terminus de multiplex - Accès incomplet |                |       |        |        |                                                                                 |                                                                                   |